# Sevillana

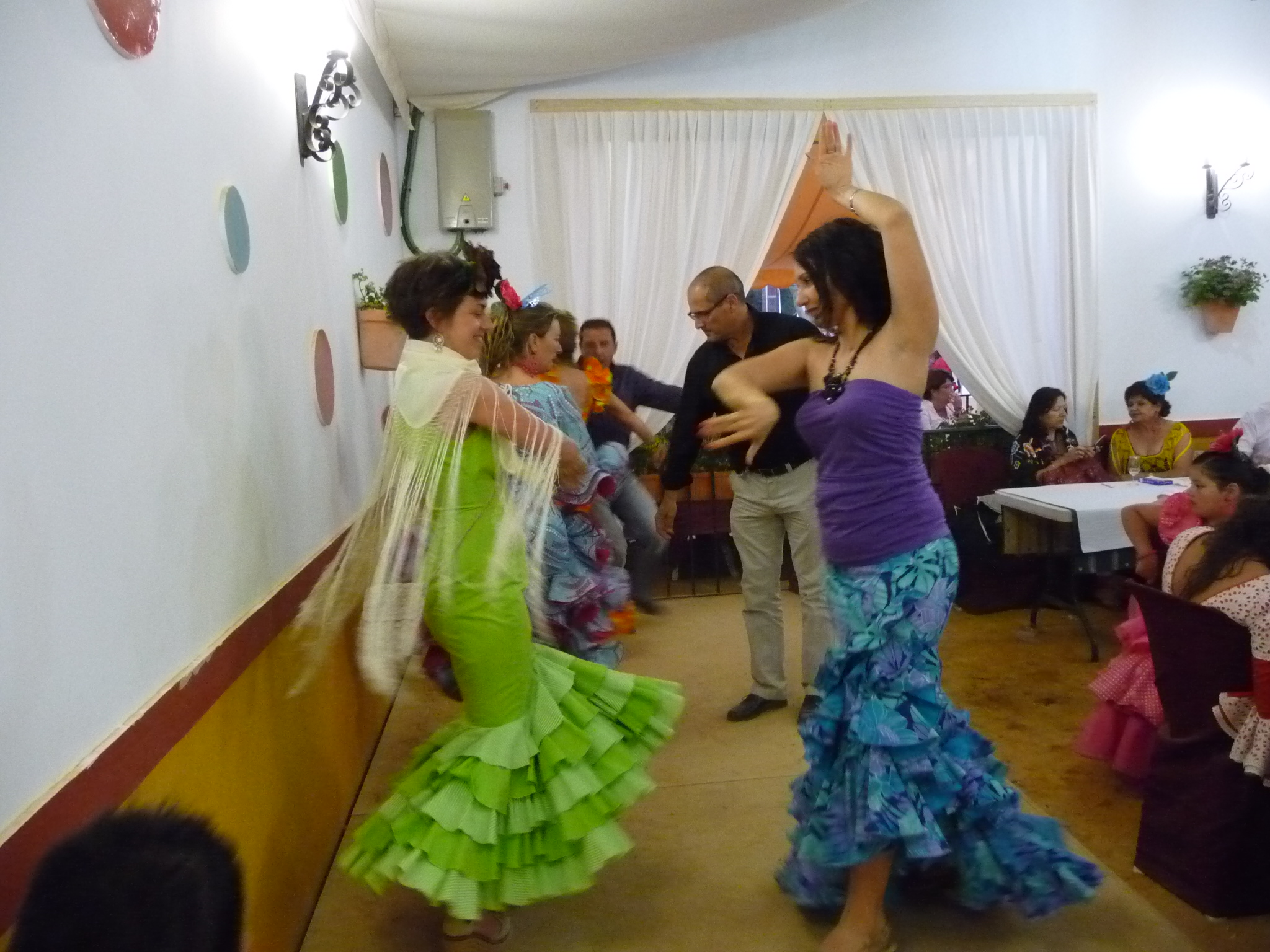
Sevillana

De Sevillana is een bepaalde vorm van muziek en volksdans uit Andalusië (Zuid-Spanje). De dans is verwant aan de Flamenco en wordt meestal begeleid met gitaarmuziek en zang. 
De maat is 6/8. Er is een strakke choreografie die bestaat uit 4 coupletten met een vast aantal maten. 
Sevillanas vormen een vast onderdeel van de Ferias. Dit zijn grote feesten in Zuid-Spanje, waarbij veel mensen Sevillanas zingen en dansen in traditionele kleding. Ook tijdens Romería de Rocío, een bedevaart naar Rocío in Huelva, Zuid Spanje, worden Sevillanas gedanst. 